# Anacis syntoma
Anacis syntoma är en stekelart som först beskrevs av Porter 1967.  Anacis syntoma ingår i släktet Anacis och familjen brokparasitsteklar. Inga underarter finns listade i Catalogue of Life.